# Herochroma subopalina
Herochroma subopalina là một loài bướm đêm trong họ Geometridae.